# Samunćel
Samunćel je nenaseljeni otočić u hrvatskom dijelu Jadranskog mora.
Njegova površina iznosi 0,034 km². Dužina obalne crte iznosi 0,67 km. Najviša točka na otoku je visoka 12 m/nm.